# الوحدة العظيمة

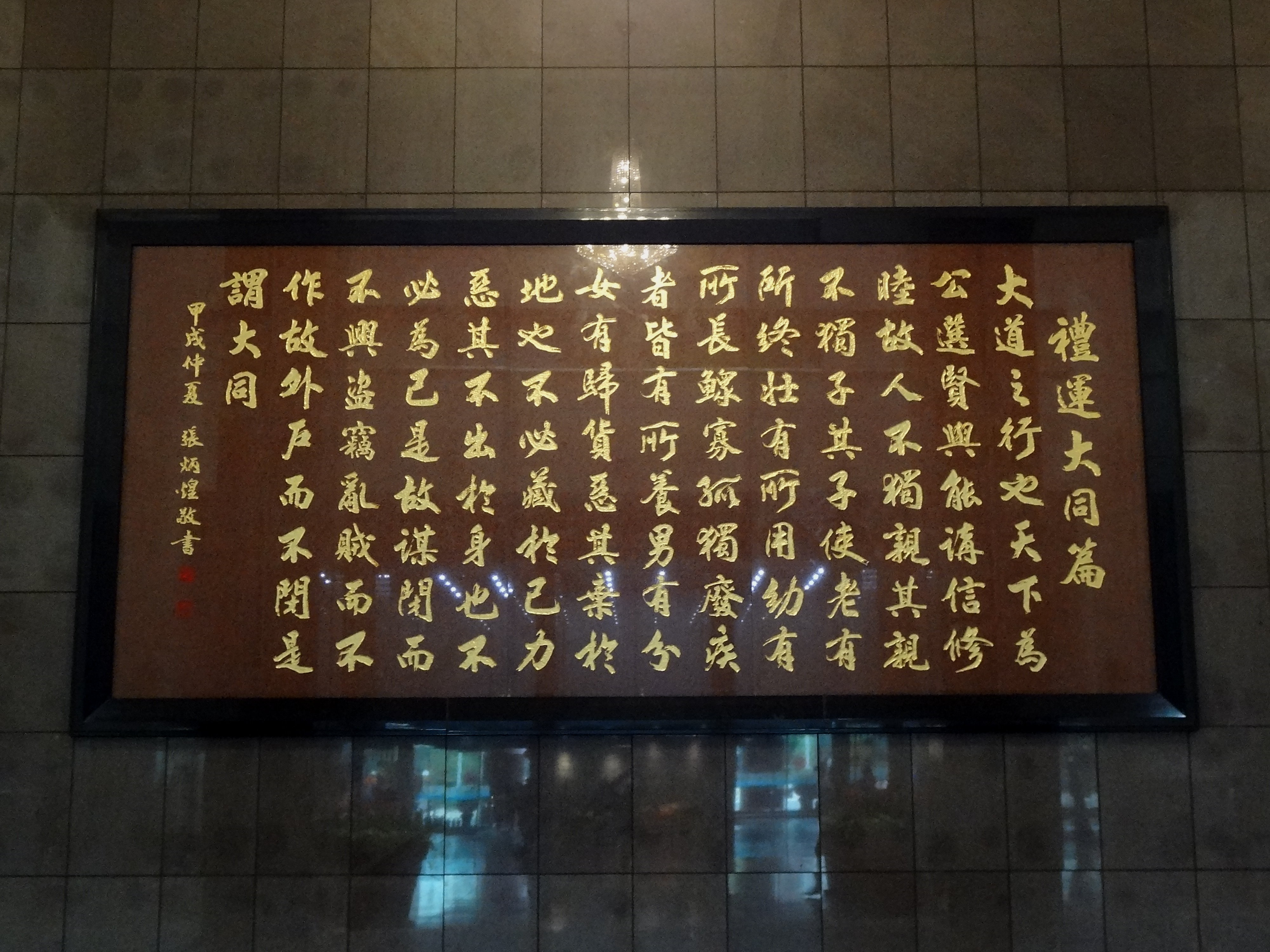

الوحدة العظيمة هي عبارة صينية كلاسيكية شائعة في الفلسفة الصينية تدل على حلم أن يكون كل شيء وكل إنسان في سلام. استخدمت العبارة كثيراً في تاريخ الصين الحديث.